# Akademia Sztuk Pięknych w Wilnie

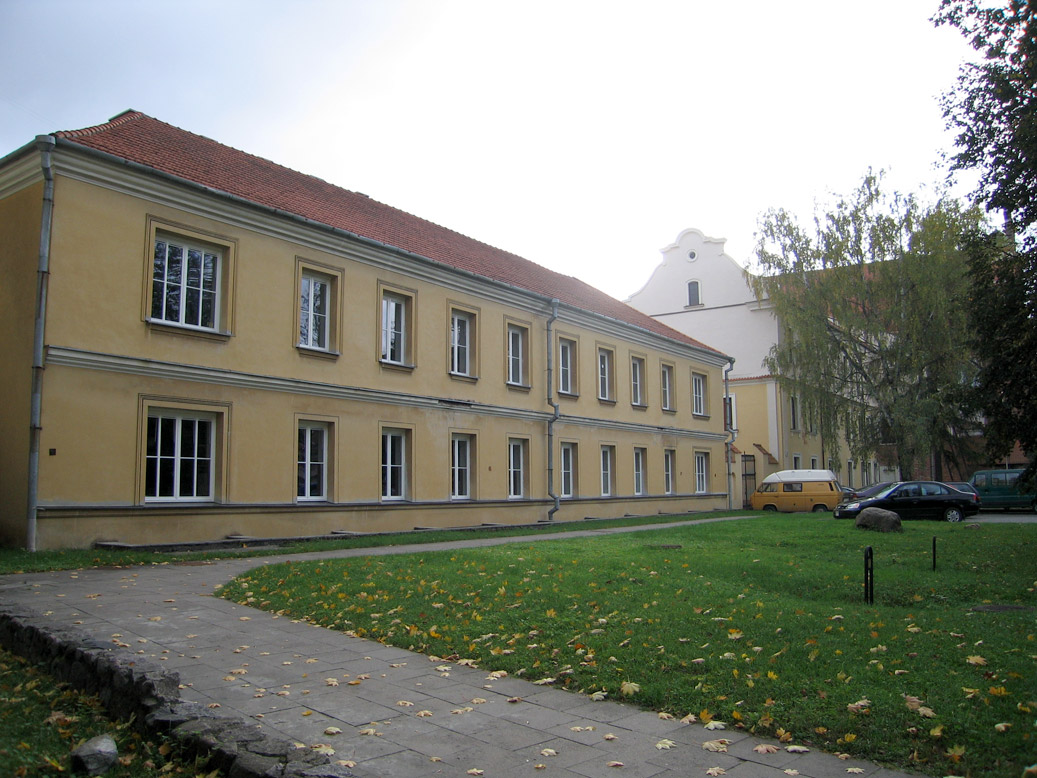

Akademia Sztuk Pięknych w Wilnie (lit. Vilniaus dailės akademija) – litewska uczelnia artystyczna.
Za datę powstania uczelni uważa się rok 1793, w którym na Uniwersytecie Wileńskim został utworzony Wydział Architektury. W późniejszych latach na uniwersytecie tworzono kolejne wydziały artystyczne: Wydział Malarstwa i Rysunku (1797), Wydział Grafiki (1803), Wydział Rzeźby i Historii Sztuki (1805). Zostały one później połączone w Wydział Literatury i Sztuk Wyzwolonych.
Po zamknięciu Uniwersytetu Wileńskiego przez władze carskie, tradycje edukacji artystycznej były kontynuowane przez Wileńską Szkołę Rysunku (1866-1915), a następnie na ponownie otwartym Uniwersytecie Stefana Batorego. W 1940 roku, po powstaniu Litewskiej Socjalistycznej Republiki Radzieckiej Wydział Artystyczny Uniwersytetu Stefana Batorego został wydzielony z uczelni i przemianowany na Wileńską Szkołę Sztuk Pięknych, a w 1944 roku w Wileński Narodowy Instytut Sztuki. Równocześnie zreorganizowano Kowieńską Szkołę Artystyczną, działającą od 1922 roku – została ona przekształcona w Kowieńską Szkołę Sztuk Użytkowych, a rok później w Kowieński Instytut Sztuk Użytkowych i Dekoracyjnych. W 1951 roku połączono oba Instytuty tworząc Państwowy Instytut Sztuki Litewskiej Socjalistycznej Republiki Radzieckiej. W 1991 roku, po uzyskaniu niepodległości przez Litwę instytut został przemianowany na Akademię Sztuk Pięknych.
W skład uczelni wchodzą następujące jednostki organizacyjne:
- Wydział Sztuki Stosowanej
- Wydział Architektury i Wzornictwa
- Wydział Sztuki w Kownie
- Wydział Sztuki w Telszach
- Wydział Nauk Humanistycznych i Społecznych
- Wydział Sztuk Wizualnych i Stosowanych